# Tunnel du Seikan

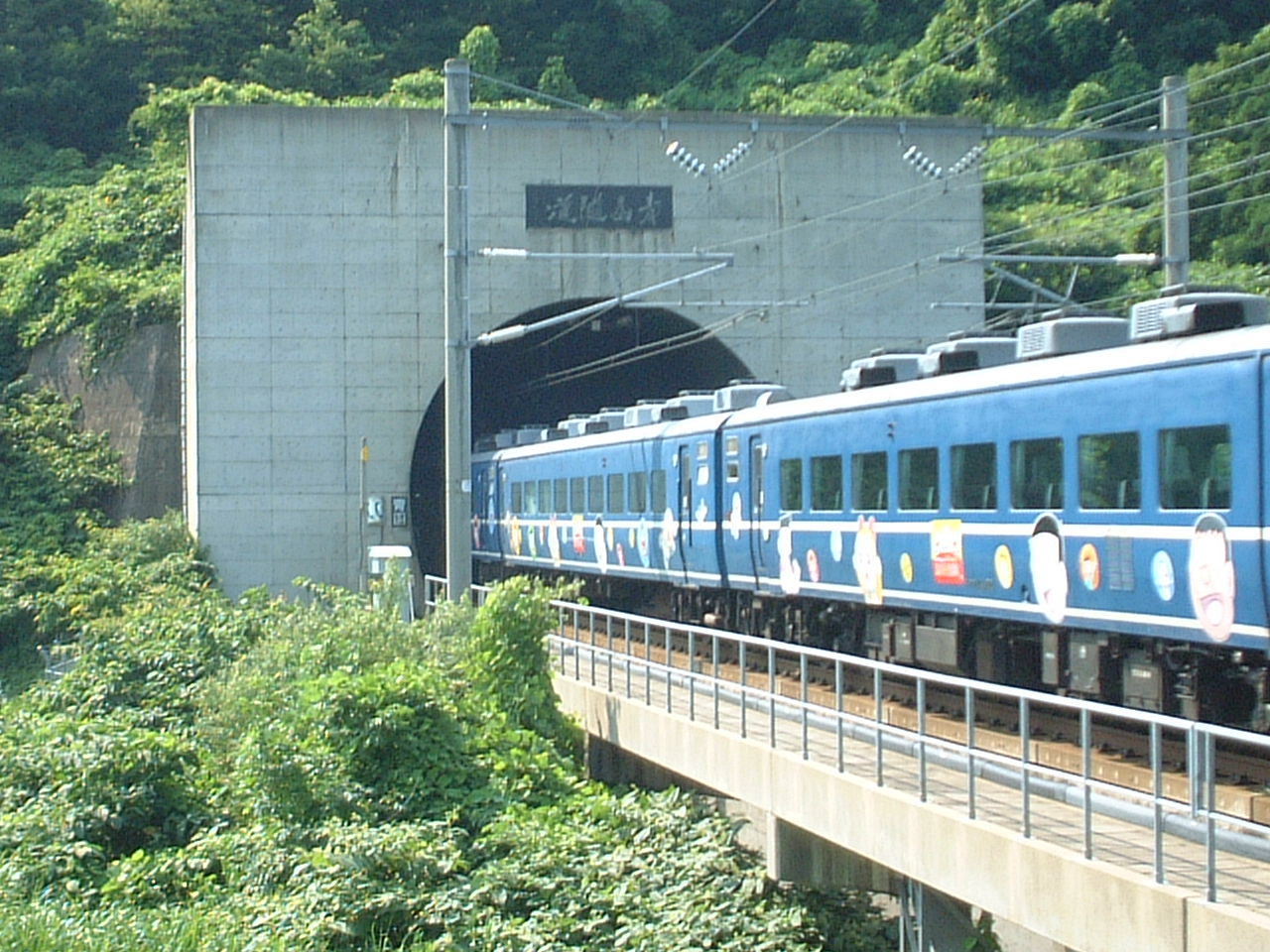
Un train sur le thème de Doraemon entrant dans le tunnel en 2002.

Le tunnel du Seikan (青函トンネル/青函隧道, Seikan Tonneru/Seikan Zuidō) est un tunnel ferroviaire sous-marin long de 53,85 km creusé sous le détroit de Tsugaru au Japon. Il relie Aomori dans l'île de Honshū à l'île de Hokkaidō. Il appartient à la ligne Kaikyō des chemins de fer japonais.
C'est actuellement le second plus long tunnel en exploitation du monde, le premier étant le tunnel de base du Saint-Gothard ouvert au service commercial depuis le 11 décembre 2016. Il est légèrement plus long que le tunnel sous la Manche et il comporte un tronçon de 23,3 km sous le fond marin (le tronçon sous-marin du tunnel sous la Manche mesure 37,5 km). C'est aussi le tunnel le plus profond. Sa réalisation a nécessité un budget de 538,4 milliards de yens (soit environ 3,6 milliards de dollars).

## Histoire
La décision de construire ce tunnel a été prise après le naufrage du ferry Tōya Maru (洞爺丸) qui provoqua la mort de 1 159 passagers en 1954.
La nature volcanique, trop instable, des roches localisées sous le détroit de Tsugaru a conduit les constructeurs à creuser à l'explosif (dynamite) la plus grande partie de la galerie. Les premiers forages d'essais ont commencé en 1961, le creusement du tunnel proprement dit a démarré en 1971 de part et d'autre du détroit et la jonction des deux tronçons a eu lieu en 1983. Le tunnel a été mis en service le 13 mars 1988. Le point le plus bas se situe à 240 m sous le niveau de la mer et à 100 m sous le fond marin.

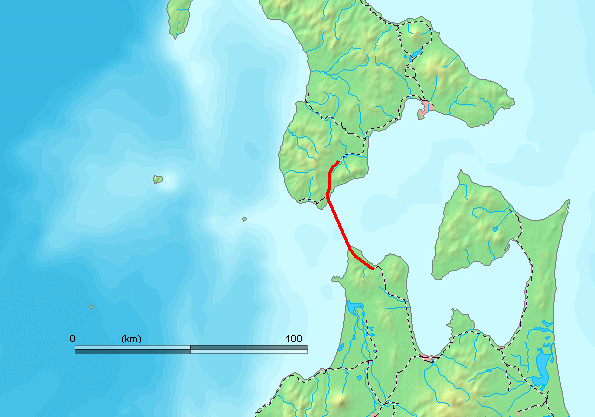
Situation géographique du tunnel
Profil du tunnel
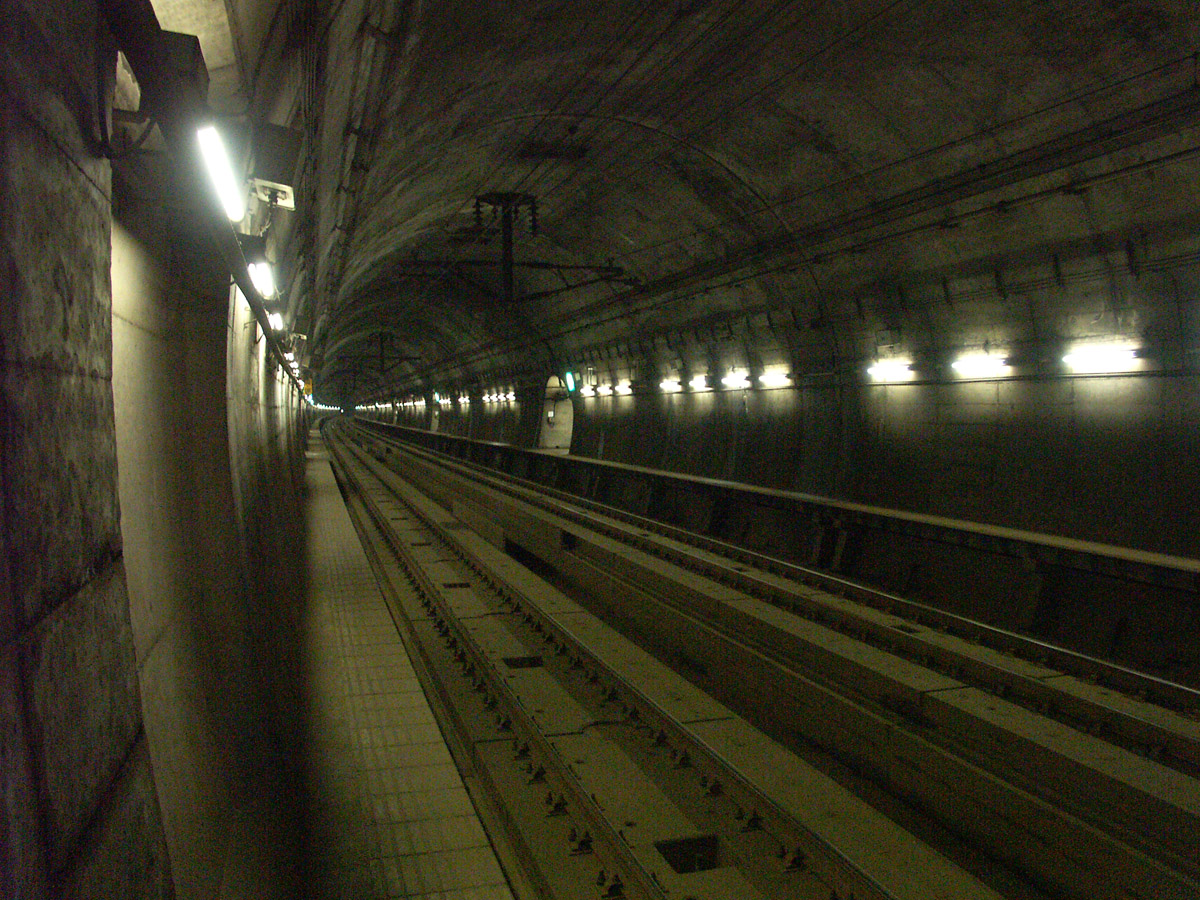
Une des deux stations intermédiaires

## Structure
Le tunnel comporte une seule galerie de circulation de 9,7 m de large sur 7,85 m de haut. Chacune des voies jumelées installées dans le tunnel a été prévue pour pouvoir recevoir trois rails, de façon à permettre le passage des trains aussi bien à voie étroite qu'à voie normale. Actuellement circulent des trains à voie étroite (1 067 mm) et des Shinkansen au standard 1 435 mm (les voies à double écartement ont été posées de 2008 à début 2015 et la liaison au réseau Shinkansen de part et d'autre du tunnel est effective depuis septembre 2015). Le Shinkansen, empruntant dorénavant le tunnel, est entré en service commercial depuis le 26 mars 2016 (desserte du nouveau tronçon allant de Shin-Aomori jusqu'à Hakodate avec une nouvelle gare : Shin-Hakodate-Hokuto station).
Deux gares de voyageurs (Yoshioka-Kaitei, côté Hokkaidō et Tappi-Kaitei, côté Honshū) ont été construites dans le tunnel, sous la ligne côtière — toutes deux présentant des expositions qui détaillent l'histoire et les fonctions du tunnel. Elles sont fermées depuis la mise en service du Shinkansen ; Yoshioka-Kaitei est demolie quand Tappi-Kaitei reste un musée.

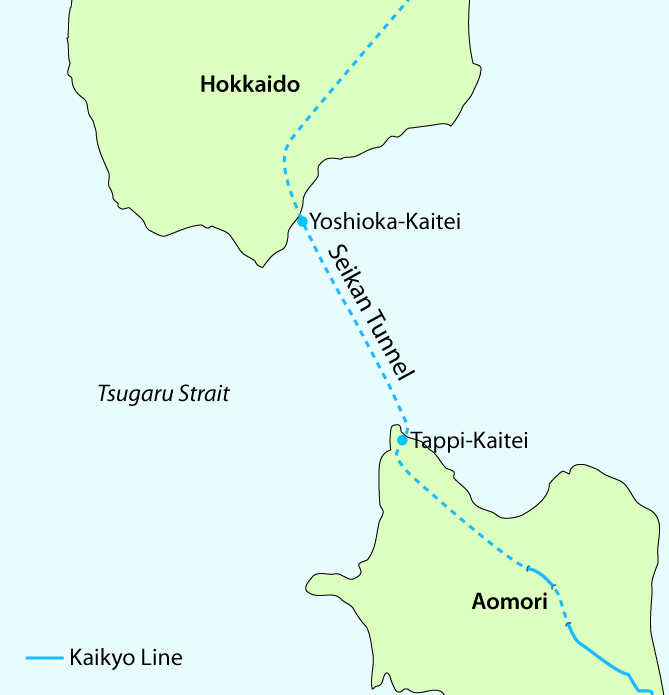
Tracé du tunnel avec les deux stations de secours
Vue schématique de la section du tunnel

## Étymologie
Le nom japonais tire son premier kanji de Aomori (青森) et l'autre de Hakodate (函館), les deux principales villes reliées par la ligne empruntant ce tunnel.